# Henry Green
Henry Green, synoniem voor Henry Vincent Yorke (Tewkesbury, 29 oktober 1905 – Londen, 13 december 1973) was een Engels schrijver.

## Leven en werk
Green werd geboren in een gegoede ondernemersfamilie en studeerde in Eton en Oxford. Nog tijdens zijn studie schreef hij de roman Blindness (1926). Na zijn studie trad hij in het familiebedrijf. Uit die tijd dateert Living (1929), over het leven van fabrieksarbeiders in Birmingham. De roman Party Going (1939) verhaalt van een groep jongeren die op weg naar Zuid-Frankrijk in een hotel stranden en daar onder druk van het wachten een bijna extra-temporele ervaring hebben. Caught (1943) is gebaseerd op Greens ervaringen als brandweerman te Londen tijdens de Blitz. Oorlogservaringen spelen ook een belangrijke rol in de roman Back (1946), waarin Green het bewustzijn analyseert van een soldaat die terugkeert uit de oorlog.
Greens bekendste roman Loving (1945) speelt zich af op een kasteel in Ierland tijdens de Tweede Wereldoorlog. De intrige beweegt zich hier om de ontdekking door een bediende dat zijn meesteres haar man ontrouw is; dit gegeven wordt een voortdurend verwijzingspunt waar omheen een net van allusies wordt geweven. Loving werd in 1999 opgenomen in Modern Library’s lijst van 100 beste Engelstalige romans uit de twintigste eeuw.
Na tien boeken, in 1952, stopte Green als literair schrijver. In zijn latere leven deed hij veel studie naar het Ottomaanse rijk.

## Typering
Greens werk kenmerkt zich door een bijzondere belangstelling voor de zonderlinge, bijna bevreemdende complexiteit van gewone mensen. Daarbij wordt hij beschouwd als een bijzonder stilist: de poëtisch-impressionistische stijl speelt een grote rol bij het scheppen van de sfeer in zijn werk. Vaak geeft hij aan passages, aanvankelijk niet meer dan stemmingsbeelden, vage ondertonen mee, welke die beelden plotseling in een ander perspectief kunnen plaatsen.
Zijn romans worden grotendeels verhaald in dialoogvorm, met toneelmatige introducties en commentaar. Van een traditionele opbouw (begin-midden-einde) is nauwelijks sprake. De compositie van zijn boeken en het bewust streven naar een perfecte vormgeving staan direct in verband met Greens visie op het leven als een toevallige opeenvolging van episoden, waarop slechts de esthetische kunst een ordening kan toepassen.